# Michael Ayrton
Michael Ayrton (20 février 1921 – 16 novembre 1975) est un peintre, graveur, sculpteur, critique, animateur et romancier britannique. Ses sculptures, illustrations, poèmes et récits sont souvent axés sur les thèmes du vol, des mythes, des miroirs et des labyrinthes.
Il est également scénographe et costumier, travaillant avec John Minton sur la production de John Gielgud de Macbeth en 1942 à l'âge de dix-neuf ans, et concepteur de livres et illustrateur pour la trilogie The Human Age de Wyndham Lewis. Une exposition, « Word and Image » (National Book League 1971), explore les liens littéraires et artistiques de Lewis et Ayrton. Il a également collaboré avec Constant Lambert et William Golding.

## Biographie

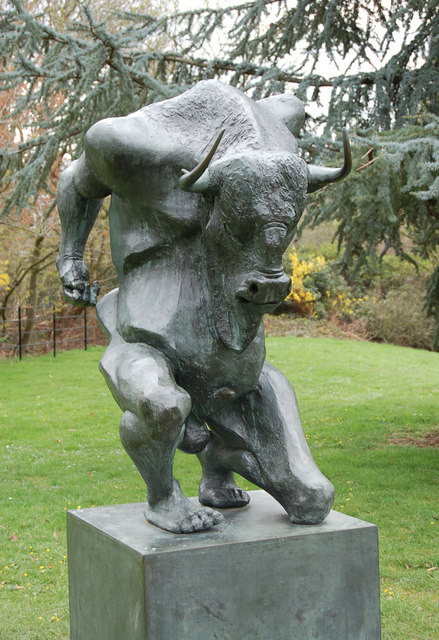
Minotaure au Yorkshire Sculpture Park

Ayrton est né Michael Ayrton Gould, fils de l'écrivain Gerald Gould (en) et de la femme politique travailliste Barbara Ayrton, et prend le nom de jeune fille de sa mère professionnellement. Sa grand-mère maternelle est l'ingénieur électricien et inventeur Hertha Marks Ayrton. Adolescent, dans les années 1930, il étudie l'art à la Heatherley School of Fine Art et à la St John's Wood Art School, puis à Paris auprès d'Eugène Berman, où il partage un atelier avec John Minton. Il se rend en Espagne et tente de s'enrôler du côté républicain dans la guerre civile espagnole, mais est refusé parce qu'il est mineur.
Dans les années 1940, Ayrton participe à l'émission de radio de la BBC The Brains Trust. Il épouse la romancière et écrivaine culinaire Elisabeth Balchin en 1942 après son divorce avec Nigel Balchin un an plus tôt.
À partir de 1961, Michael Ayrton écrit et crée de nombreuses œuvres associées aux mythes du Minotaure et de Dédale, le légendaire inventeur et constructeur de labyrinthes, notamment des sculptures en bronze et le roman pseudo-autobiographique The Maze Maker (Holt, Rinehart et Winston, 1967). En 1969, il conçoit le labyrinthe d'Arkville. Il écrit également et illustre un roman satirique, Tittivulus ou The Verbiage Collector (Max Reinhardt, 1953; conçu par Will Carter), récit de la carrière d'un diable mineur dont la mission originale est de collectionner les représentations négligées de l'Office divin dans les monastères, mais qui se développe, au fil des siècles, pour devenir un collectionneur de toutes sortes de verbiages, et finalement, à l'époque moderne, organise une révolution fasciste en enfer. Ayrton est également l'auteur de plusieurs ouvrages non-fictionnels sur les beaux-arts, dont Aspects of British Art (Collins, 1947).
Il est décédé en 1975. En 1977, le Birmingham Museum and Art Gallery organise une exposition rétrospective de son œuvre.
Son travail fait partie de plusieurs collections dont la Tate Gallery, Londres, la National Portrait Gallery, Londres, le Museum of Modern Art, New York, la Fry Art Gallery, Essex. Le travail d'Ayrton est également présenté à la Whitechapel Gallery de Londres, dans une exposition organisée de septembre à octobre 1955.

## Écrits
- 1945 : Poems of Death. Versets choisis par Phoebe Pool, Lithographies de Michael Ayrton. Londres : Frederick Muller Ltd.
- 1946 : British Drawing. Londres : Collins ASIN B00149X1DM
- 1947 : Aspects of British Art. Londres : Collins
- 1953 : Tittivulus or The Verbiage Collector. Londres : Max Reinhardt
- 1957 : Golden Sections. Londres : Methuen
- 1962 : The Testament of Daedalus. Londres : Methuen. avec une préface de Rex Warner ; réimprimé, Londres : Robin Clark, 1991 (ISBN 978-0-86072-140-6).
- 1967 : The Maze Maker: a novel. New York : Holt, Rinehart et Winston
- 1969 : Berlioz: A singular obsession. Londres : Publications de la BBC
- 1969 : Giovanni Pisano: Sculptor. Londres : Tamise et Hudson
- 1971 : The Rudiments of Paradise: Various essays on various arts. Londres : Secker et Warburg
- 1972 : Fabrications. Londres : Secker et Warburg. / New York : Holt, Rinehart et Winston. 1973